# Kivirova
Kivirova är en kulle i Finland.   Den ligger i den ekonomiska regionen  Fjäll-Lappland  och landskapet Lappland, i den norra delen av landet, 900 km norr om huvudstaden Helsingfors. Toppen på Kivirova är 417 meter över havet, eller 103 meter över den omgivande terrängen. Bredden vid basen är 1,4 km.
Terrängen runt Kivirova är platt åt nordost, men åt sydväst är den kuperad.  Trakten runt Kivirova är nära nog obefolkad, med mindre än två invånare per kvadratkilometer.